# Panorpa vernalis
Panorpa vernalis är en näbbsländeart som beskrevs av George W. Byers 1973. Panorpa vernalis ingår i släktet Panorpa och familjen skorpionsländor. Inga underarter finns listade i Catalogue of Life.